# Can Missert
Can Missert es un yacimiento arqueológico, localizado en el municipio español de Tarrasa (Barcelona), que corresponde a una necrópolis de la Edad del Bronce, de la cultura de los campos de urnas. Fue descubierta a principios del siglo XX por el propietario de los terrenos donde se encuentra, cuando se construía la carretera entre Tarrasa y Olesa de Montserrat.
El yacimiento se estructura en cuatro niveles que abarcarían entre 1000 y 800 a. C., donde el más antiguo, Can Missert I, es el que correspondería a la necrópolis de la cultura de los campos de urnas y acabarían con el Bronce Final.
Los huesos depositados en las urnas de cerámica provenían de la incineración previa realizada sobre una losa de piedra de grandes dimensiones, también localizada en la necrópolis.